# Pandemia de gripe A (H1N1) de 2009-2010 en Rumania
La pandemia de gripe A (H1N1), que se inició en 2009, entró en Rumania el 26 de mayo del mismo año. Este fue el 21.er país en reportar casos de gripe A en el continente europeo.
El 26 de mayo de 2009 se registra el primer caso; una mujer que había viajado a Nueva York, Estados Unidos, fue hospitalizada al presentar los síntomas en Bucarest, donde los resultados de laboratorio dieron positivo.
Cinco personas que llegaron al país desde Estados Unidos son los primeros casos confirmados de gripe porcina en Rumania. Los cinco enfermos habían llegado en vuelos desde Nueva York. Se detectó el virus en tres pacientes que llegaron a Bucarest el 23 de mayo.
El Ministerio de Salud dijo que una mujer de 28 años y su madre, de 56, que volaron el 29 de mayo, también dieron positivo en los análisis.
El Instituto Nacional Cantacuzino confirmó estos dos casos el lunes, agregó el ministerio. Las dos mujeres están en buen estado de salud en el hospital.
Rumania se está uniendo oficialmente a la lista de países con una infección identificada de H1N1, según el ministro de Salud Ion Bazac.
Bazac dijo que la mujer infectada vivía en Estados Unidos, y que fue hospitalizada junto a otros tres parientes en Bucarest, pero se encontraba en "buena" condición.
Autoridades sanitarias locales están buscando a gente con la que ella tuvo contacto, incluyendo otros pasajeros en su vuelo desde Nueva York.
Hasta el 29 de abril de 2010 (fecha de la última actualización), Rumania reportó 6.999 casos de gripe A (H1N1), y 122 muertes.

## Curiosidades
En el 2005, Rumania se convirtió en el primer país de Europa que confirmó la mortal cepa de virus H5N1 en sus aves, que a menudo usan el delta del Danubio para anidar y hacer escala en sus rutas anuales de migración.